# 태시 (전한)
태시(太始)는 중국 전한(前漢) 무제(武帝)의 아홉 번째 연호이다. 기원전 96년에서 기원전 93년까지 4년 동안 사용하였다.

## 연대대조표
| 태시                | 원년        | 2년         | 3년         | 4년         |
| 서력                | 기원전 96년 | 기원전 95년 | 기원전 94년 | 기원전 93년 |
| 육십간지 (六十干支) | 을유(乙酉)  | 병술(丙戌)  | 정해(丁亥)  | 무자(戊子)  |

## 같이 보기
- 다른 왕조의 같은 연호
  - 전량(前凉) 태시(355년 ~ 363년)

- 중국의 연호

| 이전 연호 천한(天漢) | 중국의 연호 전한(前漢) | 다음 연호 정화(征和) |